# Ultracrepidarismo
Col termine ultracrepidarismo si designa il carattere o il comportamento tipico degli "ultracrepidari", consistente nell'esprimere opinioni su questioni al di fuori della propria conoscenza o competenza.

## Storia
"Ultracrepidario" (aggettivo e sostantivo) è un neologismo, introdotto in italiano come adattamento dell'inglese ultracrepidarian. Onomaturgo (cioè coniatore) del termine inglese è probabilmente il critico William Hazlitt, al quale si deve, a ogni modo, la sua prima attestazione fin qui nota (1819).

## Etimologia
La parola, d'intonazione perlopiù polemica oppure scherzosa, contiene una chiara allusione alla frase proverbiale latina Sutor, ne ultra crepidam!, letteralmente "Ciabattino, non andare più in là del sandalo!", con cui si critica chi pretenda d'immischiarsi in cose di cui non s'intende. La frase era in uso (in una forma simile) già nell'antichità: Plinio il Vecchio racconta che il sommo pittore greco Apelle di Coo aveva corretto un particolare nel sandalo (in latino crèpida) d'un personaggio ritratto in un suo quadro, accogliendo così la critica d'un ciabattino (in latino sutor); quando però quest'ultimo si permise di fare un'osservazione anche sul ginocchio dello stesso personaggio, Apelle ammonì ne supra crepidam sutor iudicaret, "che un ciabattino non giudicasse più su del sandalo" (cioè del piede).
Il neologismo italiano è formato regolarmente, col comune suffisso -ario, corrispondente al suffisso latino -arius: l'aggettivo crepidarius, "che riguarda i sandali", è infatti attestato in latino.
All'astratto ultracrepidarismo corrisponde in inglese ultracrepidarianism, che contiene in sé i due suffissi -arian (latino -arius, italiano -ario) e -ism (italiano -ismo).
Meno regolare, in italiano, la variante ultracrepidarianismo, considerato appunto che al suffisso inglese -arian, per esempio in agrarian, gregarian, sectarian, corrisponde in italiano -ario, non *-ariano: agrario, gregario, settario. Si confronti anche, per esempio, l'inglese sectarianism,  gregarianism con l'italiano settarismo, gregarismo (non *settarianismo ecc.).